# Шрамы старого Еркена
Шрамы старого Еркена — мультипликационный фильм. В фильме рассказывается о тяжёлой судьбе казаха в дореволюционный период.

## Сюжет
Фильм совмещает игру актёров и рисованную мультипликацию. Рассказ в фильме ведётся от первого лица: сидящим в зале детям рассказывает свою историю жизни пожилой человек. В столкновении с самим собой, когда он был молодым джигитом, и с непосредственной реакцией детей на свой рассказ раскрывается главная тема мультфильма — любовь к родной земле («лучше на родной земле каменный дождь, чем на чужбине золотой»).

## Создатели
| режиссёр                      | Виктор Чугунов  |
| сценарист                     | Леонард Толстой |
| художник-постановщик          | В. Щукин        |
| аниматоры                     |                 |
| оператор С. Артемов, М.Ибраев |                 |
| композитор                    |                 |
| звукооператоры                |                 |

Как отмечает казахстанский киновед Бауыржан Нугербеков, в фильме сыграл народный артист КазССР Сералы Кожамкулов. «Комедийное дарование и интересная, если можно так сказать, „мультипликационная“ внешность — необычайной формы нос, как у гномов Уолта Диснея, — давали возможность заострить, спародировать такую заманчивую деталь в рисованном изображении героя», — объясняет киновед выбор актёра. Кроме того, Чугунов применил эффект «фильма в фильме», показав реакцию детей на рассказ старика.